# Spathiphyllum cochlearispathum
Espèce
Spathiphyllum cochlearispathum est une espèce de plantes de la famille des Aracées originaire du Mexique.